# Bréiner Paz
Breiner Paz (Valledupar, Cesar, Colombia, 27 de septiembre de 1997) es un futbolista colombiano. Juega como defensa central derecho en el Zamora Fútbol Club de la Primera División de Venezuela.

## Trayectoria

### Millonarios
Llegó a Millonarios en el año 2011. En las divisiones inferiores del club albiazul ha hecho su proceso de formación. Su estilo de juego es de rapidez y precisión. Paz fue ascendido al equipo profesional de Millonarios en marzo de 2016.
Debutó como profesional, a los 18 años de edad el miércoles 4 de mayo de 2016 en el partido que Millonarios empató 0-0 con Equidad Seguros en el Estadio Metropolitano de Techo en cumplimiento de la sexta fecha de la Copa Colombia 2016.
El técnico uruguayo Rubén Israel le dio la oportunidad de debutar haciendo parte del equipo inicialista.
En 2018 entra a la lista de inscritos en Copa Libertadores a pesar de no ser inscrito en el torneo local, esto debido a una norma de la Dimayor, donde solo se pueden inscribir 25 jugadores, mientras en el torneo internacional se inscriben 30. Vuelve a jugar el 7 de abril en el empate a cero goles en el Estadio de Techo contra La Equidad ingresando a los 86 minutos por Andrés Felipe Román.

Juega como titular el 13 de febrero de 2019 en el partido por Copa Colombia en el que ganan por la mínima contra Fortaleza FC.
Su primer partido internacional lo hace el 6 de febrero en la victoria 2 a 0 sobre Club Always Ready por la Copa Sudamericana 2020.

### Deportes Quindío
El 17 de enero de 2022 se confirma su partida de Millonarios para jugar en la Categoría Primera B con el Deportes Quindío. debutó con el club el 25 de enero de 2022 en la derrota 1 a 2 contra el Bogotá FC, con el club jugó 47 partidos y dio 2 asistencias.

### Jaguares de Córdoba
El 5 de enero de 2023 fue anunciado como nuevo jugador del Jaguares de Córdoba. Debutó con el club el 27 de enero de 2023 en el empate 2 a 2 contra el Independiente de Santa Fe, jugó 14 partidos con el club.

### CA Independiente
El 2 de agosto de 2023 fue anunciado como nuevo jugador del CA Independiente. Debutó con el club el 2 de agosto de 2023 en la Copa Centroamericana de Concacaf 2023 en el empate 1 a 1 contra el Club Deportivo Olimpia en el Estadio José de la Paz Herrera Uclés.

## Selección nacional
A finales del mes de abril fue convocado a la selección sub-20 colombiana en compañía de Brayan Silva, otro canterano albiazul para los microciclos realizados para el Suramericano Sub-20 del 2017.
Es convocado por la Selección Colombiana sub-20 para disputar el Campeonato Sudamericano Sub-20 en Ecuador, fue suplente en 7 partidos (sin jugar). Debutá como titular contra Argentina y luego contra Brasil.
Para 2018 reaparece en los Juegos Centroamericanos y del Caribe jugando los 90 minutos en la victoria 5-1 contra Trinidad y Tobago.

### Participaciones en juveniles
| Competición                            | Sede         | Resultado  | Partidos | Goles |
| -------------------------------------- | ------------ | ---------- | -------- | ----- |
| Campeonato Sudamericano Sub-20 de 2017 | Ecuador      | Eliminados | 2        | 0     |
| Juegos Centroamericanos y del Caribe   | Barranquilla | Campeones  | 1        | 0     |

## Estadísticas
- Actualizado al 21 de septiembre de 2023.

| Club                        | Div                 | Temporada           | Liga  | Liga  | Copa Nacional | Copa Nacional | Copa Internacional | Copa Internacional | Total | Total |
| Club                        | Div                 | Temporada           | Part. | Goles | Part.         | Goles         | Part.              | Goles              | Part. | Goles |
| --------------------------- | ------------------- | ------------------- | ----- | ----- | ------------- | ------------- | ------------------ | ------------------ | ----- | ----- |
| Millonarios · Colombia      | 1.ª                 | 2016                | 0     | 0     | 1             | 0             | -                  | -                  | 1     | 0     |
| Millonarios · Colombia      | 1.ª                 | 2017                | 0     | 0     | -             | -             | -                  | -                  | 0     | 0     |
| Millonarios · Colombia      | 1.ª                 | 2018                | 1     | 0     | 0             | 0             | -                  | -                  | 1     | 0     |
| Millonarios · Colombia      | 1.ª                 | 2019                | 14    | 0     | 6             | 0             | -                  | -                  | 20    | 0     |
| Millonarios · Colombia      | 1.ª                 | 2020                | 16    | 0     | 1             | 0             | 3                  | 0                  | 20    | 0     |
| Millonarios · Colombia      | 1.ª                 | 2021                | 18    | 0     | -             | -             | -                  | -                  | 18    | 0     |
| Millonarios · Colombia      | Total               | Total               | 49    | 0     | 8             | 0             | 3                  | 0                  | 60    | 0     |
| Deportes Quindío · Colombia | 2.ª                 | 2022                | 41    | 0     | 6             | 0             | -                  | -                  | 47    | 0     |
| Deportes Quindío · Colombia | Total               | Total               | 41    | 0     | 6             | 0             | 0                  | 0                  | 47    | 0     |
| CA Independiente · Panamá   | 1.ª                 | 2023                | 2     | 0     | -             | -             | 1                  | 0                  | 3     | 0     |
| CA Independiente · Panamá   | Total               | Total               | 2     | 0     | 0             | 1             | 0                  | 0                  | 3     | 0     |
| Total en su carrera         | Total en su carrera | Total en su carrera | 92    | 0     | 14            | 0             | 4                  | 0                  | 110   | 0     |

## Palmarés

### Títulos nacionales
| Título                | Club             | País     | Temporada |
| --------------------- | ---------------- | -------- | --------- |
| Categoría Primera A   | Millonarios      | Colombia | 2017-II   |
| Superliga de Colombia | Millonarios      | Colombia | 2018      |
| Primera División      | CA Independiente | Panamá   | 2023-C    |

### Títulos internacionales
| Título                               | Club                      | País     | Temporada |
| ------------------------------------ | ------------------------- | -------- | --------- |
| Juegos Centroamericanos y del Caribe | Selección Colombia Sub-21 | Colombia | 2018      |